# Giacomo Pagliari
Giacomo Antonio Innocente Pagliari (Persico, 15 gennaio 1822 – Roma, 20 settembre 1870) è stato un militare italiano, maggiore del Corpo dei Bersaglieri, partecipante alle campagne del 1848, 1849, 1852 (Crimea), 1859, 1866 e 1870, durante la quale fu decorato con la medaglia d'oro al valor militare alla memoria.

## Biografia
Nacque a Persico (CR) il 15 gennaio 1822, figlio primogenito di Ignazio, agricoltore fittavolo, e di Maria Caraffini. Giovanissimo si trasferì con la famiglia, dapprima a Olza e poi alla cascina Quarti Palazzo, sita nel comune di Gerre del Pesce. Frequentò le scuole elementari, e poi, a causa delle condizioni economiche della famiglia, iniziò a lavorare come agricoltore. Arruolato nell'Esercito imperiale austriaco in virtù della legge sulla circoscrizione, divenne caporale del 23º Reggimento di linea "Ceccopieri", di stanza a Cremona, ma nel marzo 1848, allo scoppio dei primi moti rivoluzionari nella Lombardia,  presi accordi col Governo Provvisorio cremonese, uscì dal quartiere San Domenico e, insieme al Reggimento, defezionò entrando nella Legione Volontari Lombardi.
Con decreto del 20 maggio, varato dal Ministero della Guerra di Milano, con il grado di sottotenente fu assegnato al 1º Reggimento di linea lombardo, e poi al battaglione bersaglieri tridentini. Durante la campagna del 1848 si distinse nella battaglia di Goito, e in quella del 1849 fu nuovamente in azione.
Nel maggio dello stesso anno entrò in servizio permanente effettivo nell'Armata sarda, assegnato al Corpo dei bersaglieri col grado di tenente.
A seguito del corpo di spedizione partì per combattere nella guerra di Crimea, e nell'agosto 1855 prese parte alla battaglia della Cernaia, distinguendosi nell'azione della torre di Malakoff. Per questa azione fu decorato con la Medaglia commemorativa del Sultano e della Regina Vittoria d'Inghilterra. Il Re Vittorio Emanuele II gli concesse invece la menzione onorevole.
Promosso luogotenente nel corso del 1858, con lo scoppio della seconda guerra d'indipendenza combatté a Palestro e poi a San Martino, ottenendo altri riconoscimenti da parte dei Governi francese e sardo. Promosso capitano nel dicembre 1859, ricevette il 26 marzo 1861 la Medaglia commemorativa da Napoleone III.
Il 29 luglio 1865 fu insignito della Croce di Cavaliere dell'Ordine dei Santi Maurizio e Lazzaro il 29 luglio 1865.
Dopo la costituzione del Regno d'Italia prese parte alle operazioni militari per la repressione del brigantaggio, ricevendo altra menzione onorevole nel 1869. Nel 1866, avendo avuto il comando di un Battaglione del 5º Reggimento bersaglieri, si distinse nuovamente nella terza guerra d'indipendenza, comandando i suoi bersaglieri in durissimi assalti. Inquadrato nel Corpo d'armata del generale Enrico Cialdini combatté a Custoza. Il 15 luglio 1868 fu elevato al grado di maggiore, e insignito della Croce di Cavaliere dell'Ordine della Corona d'Italia
Nel 1870 prese parte all'invasione dello Stato Pontificio, culminata con l'attacco alla città di Roma. Il 20 settembre partì all'attacco contro Porta Pia al comando del 34º Battaglione bersaglieri, allora inquadrato nell'11ª Divisione (Enrico Cosenz) del IV Corpo d'armata (generale Raffaele Cadorna). 
Cadde in combattimento in quello stesso giorno, e con Regio Decreto dell'11 dicembre 1870 il Ministero della guerra del Regno d'Italia gli conferì, postuma, la Medaglia d'oro al valor militare.
L'arciprete di Stagno Lombardo, don Remo Caraffini, che scrisse alcuni volumi di storia locale depositati presso l’Archivio parrocchiale, ricostruisce la vicenda sulla base della stampa dell'epoca e della letteratura successiva, sottolineando che: Il Maggiore Giacomo Pagliari non cadde colpito dal piombo mercenario zuavo. Su un articolo ripubblicato sul Corriere cremonese del 1 ottobre 1870 ed apparso originariamente su La Lombardia, riportava le parole di un testimone: Trovai il cadavere del maggiore Pagliari Giacomo di Cremona, del 34º Bersaglieri, il quale fu ucciso proprio sotto la breccia a mano destra entrando, mentre gridava al suo battaglione di cessare il fuoco. Egli aveva veduto la bandiera bianca degli zuavi, ma siccome aveva mandato per altra incombenza il trombettiere che era con lui, e la sua voce non veniva udita dai soldati più inoltrati, si era portato fin proprio presso questi perché lo udissero. E là ricevette la scarica che lo uccise all’istante squarciandogli il petto. Questo l'ho raccolto da un bersagliere ferito del 34º Battaglione giacente in un fienile, tutto coperto di mosche e spettacolo di curiosi. Questa scena mi rattristò, corsi a prendere un lenzuolo e lo copersi. Dalla ricostruzione non appare dunque chiaro chi effettivamente abbia sparato a Pagliari. Caraffini osserva che egli era volto verso gli italiani che incalzavano per entrare, non dunque agli zuavi ai quali volgeva la schiena; e n’ebbe squarciato il petto.
Il funerale con gli onori militari si tenne a Roma, alla presenza dei generali Cosenz e Corte, e di gran parte delle Stato maggiore della 11ª Divisione, avvenne senza rito religioso e la salma fu sepolta nel cimitero di San Lorenzo. In seguito fu riesumata e traslata in quello di Stagno Lombardo il 6 novembre 1870, tumulata nella Cappella di famiglia. Nel 1932 gli fu intitolata, su iniziativa del podestà Carlo Barberis, una via del paese. Una via della Capitale porta il suo nome, mentre il suo busto marmoreo è esposto sulla Passeggiata del Gianicolo.

### Annotazioni
1. ↑  I genitori ebbero altri tre fratelli, tutti e tre anch'essi deceduti durante le guerre d'indipendenza: Alessandro (granatiere), Innocente (carabiniere) e Carlo (cavalleria).
2. ↑  Per entrare in servizio nell'esercito sardo affrontò gli esami imposti agli ufficiali che avevano ricevuto la loro nomina dai Governi provvisori, che superò brillantemente venendo confermato nel suo grado
3. ↑  Il corteo funebre transitò in Piazza di Spagna preceduto da quattro compagnie del suo battaglione, dalla fanfara del 10º Reggimento fanteria, e di molti sottoufficiali dei bersaglieri. Portavano la bara quattro sergenti del 34º Battaglione e ne sostenevano i lembi della coltre due maggiori d'artiglieria e due capitani del battaglione. Sulla coltre stavano il cappello, la sciabola, e le decorazioni; subito dietro il soldato d'ordinanza del maggiore conduceva per le briglie il cavallo di Pagliari.

### Fonti
1. 1 2 3 4 5 6 7 8 9  Angela Bellardi (cura di), Dizionario biografico del Risorgimento cremonese,  Società Storica Cremonese, Cremona, 2013.
2. 1 2 3 4 5 6 7 8  Bernoni 1970, p. 50.
3. 1 2 3  Combattenti Liberazione.
4. ↑  Taffiorelli 1870, p. 11.
5. 1 2  Taffiorelli 1870, p. 14.
6. 1 2  Carolei, Greganti 1950, p. 244.
7. ↑  Taffiorelli 1870, p. 15.
8. 1 2 3 4  Taffiorelli 1870, p. 17.
9. ↑  Taffiorelli 1870, p. 18.
10. 1 2  Bernoni 1970, p. 51.